# Ларс Вілкс
Ларс Ендель Роджер Вілкс (швед. Lars Endel Roger Vilks; 20 червня 1946 — 3 жовтня 2021) — шведський художник. Народився в Гельсінгборзі, Швеція. Мати з Швеції, батько родом з Естонії. Отримав ступінь доктора філософії з історії мистецтв в Лундському університеті у 1983 році. Працював у Національній Академії Мистецтв Осло з 1988 по 1993 рік. З 1997 по 1993 рік був професором з теорії мистецтв в Національній Академії Мистецтв Бергена. Як теоретик мистецтв Вілкс виступав прибічником інституціональної теорії мистецтва.

## NimisіArx

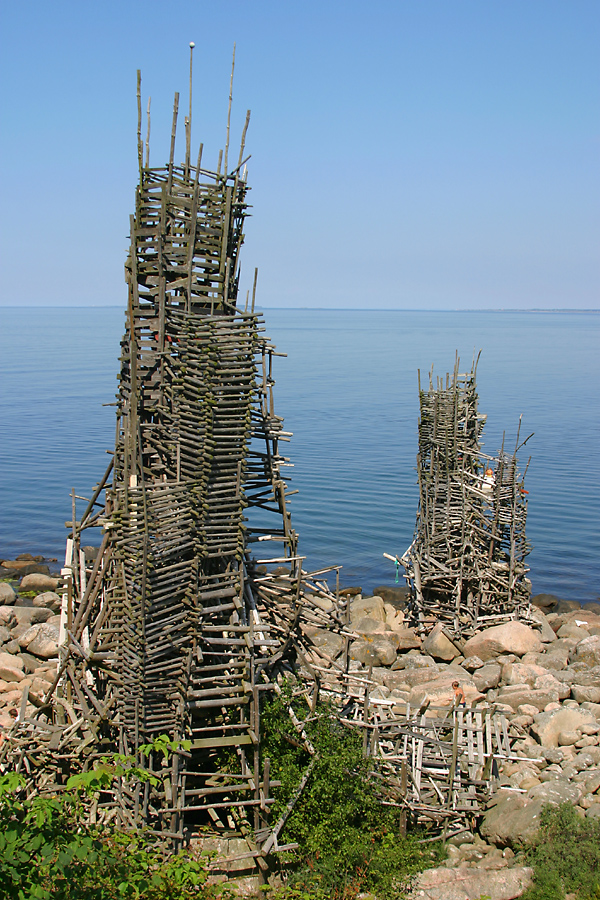
Nimis. Дерев'яні скульптури Вілкса в Кулаберзі.

Вілкс став відомим у 1980 році як автор дерев'яних скульптур Nimis та Arx, які зараз розташовані в Кулаберзькому природному заповіднику в муніципалітеті Геґанас, Скане. У 1996 році, невелика територія, на якій розташовані скульптури була оголошена Вілксом незалежною країною Ладонією. Nimis була продана Йозефу Бойсу, як засіб обійти шведський будівельний кодекс, що забороняє незаконні побудови. Власником скульптури Nimis зараз є концептуальний митець Крісто, а документи стосовно продажу скульптури виставлені у Шведському Музеї Скетчів.

## Конфлікт стосовно карикатур на Мухаммеда

Малюнок Ларса Вілкса опублікований в газеті Nerikes Allehanda

У 2007 році дії Вілкса стали причиною міжнародного конфлікту, після того як він зробив кілька карикатур на ісламського пророка Мухаммеда, зобразивши його у вигляді кругового собаки (такі скульптури собак встановлювались невідомими на кругових перекрестях в Швеції; таким чином Вілкс натякав що всі об'їжджають тему іслама, і не хочуть її ніяк зачіпати. Спершу малюнки передбачалося показати на місцевій мистецькій виставці у маленькому місті Таллеруд у Вярмланді, Швейцарія, у липні 2007 року, але організатори відмовилися їх виставляти, побоюючись протесту зі сторони мусульман. Після цієї відмови, Вілкс пропонував карикатури кільком іншим мистецьким галереям у Швеції, включаючи Герлесборзьку Школу Високих Мистецтв в Богуслані, де Вілкс часто давав лекції, але всюди він отримав відмову показувати карикатури з тих самих міркувань.
Конфлікт отримав міжнародну увагу після того як місцева газета міста Еребро Nerikes Allehanda опублікувала одну з карикатур 18 серпня для ілюстрації передовиці на тему самоцензури та свободи релігії. Після цього кілька інших ведучих газет Швеції теж опублікували карикатури Вілкса, і це призвело до протестів з боку ісламських організацій у Швеції та осуду зі сторони кількох іноземних урядів, включаючи Іран, Пакистан, Афганістан, Єгипет та Йорданію, а також до протестів міжнародної Організації Ісламського Зібрання, котра звернулася до шведського уряду з вимогою застосування «каральних дій» до Вілкса. В результаті цього конфлікту Вілкс був змушений жити під поліцейським захистом після отримання численних погроз вбивства, зокрема об'яви близької до Аль-Каїди Ісламської Держави Ірак про винагороду в 150 000 $ за його вбивство.

### Змова з метою вбивства
9 березня 2010 року Коллін Р. Лароз з Філадельфії, Пенсильванія, була звинувачена в намаганні найняти ісламських терористів для вбивства Вілкса.
Того ж дня в Ірландії було заарештовано 7 чоловік з підозрою у змові для вбивства Вілкса. Втім, через занепокоєння посадовців США і Швеції чотирьох підозрюваних було випущено без звинувачень після трьох днів перебування в тюрмі, хоча вивчення їхньої можливої ролі у змові з метою вбивства Вілкса не було завершено.

## Напади

Одне з зображень з кінофільму Суреха Хера Allah ho gaybar показаних під час лекції Вілкса

11 травня 2010 року ісламські протестувальники напали на Вілкса коли він проводив лекцію про свободу слова в Університеті Уппсали. Атака почалася при показі фільму про іслам та гомосексуальність, котрий було видалено з YouTube. Це був фільм іранського митця Суреха Хера Allah ho gaybar. Внаслідок нападу було розбито окуляри Вілкса, але жодних серйозних травм нанесено не було. Його було проведено в безпечне місце охороною, в той час як поліція затримувала нападників. Не зважаючи на попередні погрози вбивства, це був перший напад на Вілкса.
Через кілька днів, 15 травня 2010 року, будинок Вілкса в південній Швеції було атаковано підпалювачами. Вони розбили вікна і закинули всередину пляшки з бензином. Будинок загорівся, але вогонь був невеликим і будинок повністю не згорів. Вілкса під час нападу підпалювачів вдома не було. Було заарештовано двох чоловіків.

## Праці
- (1987) Konst och konster (шведською; дисертація), Мальме: Wedgepress & Cheese, ISBN 91-85752-57-6.
- (1993) Att läsa Arx (шведською), Nora: Nya Doxa, ISBN 91-88248-43-7.
- (1993) Arx: en bok om det outsägliga (шведською), Nora: Nya Doxa, ISBN 91-88248-47-X.
- (1994) Nimis och Arx (шведською), Nora: Nya Doxa, ISBN 91-88248-50-X.
- (1995) Konstteori: kameler går på vatten (шведською), Nora: Nya Doxa, ISBN 91-88248-94-1.
- (1999) Det konstnärliga uppdraget? : en historia om konsthistoria, kontextkonst och det metafysiska överskottet (шведською), Nora: Nya Doxa, ISBN 91-578-0331-5.
- (2002) T.O.A. : [teori om allting] (шведською), Malmö: Galleri 21, ISBN 91-631-2330-4.
- (2003) Myndigheterna som konstnärligt material: den långa historien om Nimis, Arx, Omfalos och Ladonien (шведською), Nora: Nya Doxa, ISBN 91-578-0429-X (hardback).
- (2004) Spartips : 34 tips för konstnärer, kommuner, vissa obemedlade samt underbetalda (шведською), Nora: Nya Doxa, ISBN 91-578-0451-6.
- (2005) Hur man blir samtidskonstnär på tre dagar: handbok med teori (шведською; у співавторстві з Мартіном Шиблі), Nora: Nya Doxa, ISBN 91-578-0459-1.